# آلي مكبيل (مسلسل)
ألي مكبيل هو مسلسل تلفزيوني أمريكي تم عرضه على شبكة فوكس التلفزيونية من 1997 إلى 2002. ألف المسلسل ديفيد إ. كيلي والذي قام بعمل المنتج المنفذ مع بيل ديليا. قامت بدور البطولة في المسلسل كاليستا فلوكهارت حيث أدت شخصية محامية شابة تعمل في شركة محاماة فيش وشركاه مع محامون شبان آخرون حيث يعيشون لحظات الإثارة والسخرية والدراما. يركز المسلسل على عرض الحياة الشخصية والعاطفية لأبطال المسلسل الرئيسيين

## القصة
ألي (كاليستا فلوكهارت) ابنة جورج مكبيل (جيمس نوغتون) وجيني مكبيل (غيل كلايبورغ). لديها أخت توفت في سن الخامسة. التحقت ألي بكلية هارفارد للقانون برفقة بيلي توماس (غيل بيلوز) صديقها منذ كانت تبلغ من العمر 8 سنوات. قرر بيلي ترك كلية هارفارد للقانون من أجل الالتحاق بكلية أخرى مما حطم قلب ألي. بعدما تخرجت من الجامعة توظفت في شركة للمحاماة في مدينة بوسطن وتسكن مع زميلتها في العمل رينيه راديك (ليسا نيكول كارسون). قررت ترك العمل في هذه الشركة بسبب مضايقة رئيسها لها وقرر الالتحاق بشركة فيش وشركائه حيث يملك هذه الشركة زميلها السابق في الكلية ريتشارد فيش (غريغ جيرمان). تتفاجأ ألي بأن صديق طفولتها بيلي يعمل في هذه الشركة ومتزوج من المحامية جورجيا توماس (كورتني ثورن سميث) التي تقرر لاحقا الانضمام إليهم في نفس الشركة. تقع ألي في حب من طرف واحد تجاه بيلي ولكنها تتعلم كيف تكبت مشاعرها وأن تعمل بإخلاص معه في جميع القضايا وكذلك استطاعت أن تصادق جورجيا وأن تصبحان صديقتان. خلال المسلسل تواعد ألي الكثير من الشبان ولكنها تنتهي سريعا لأن قلبها ما زال متعلقا ببيلي حتى التقت بالطبيب غريغ بوترز (جيس ل. مارتن). تخفي ألي علاقتها بغريغ حتى يضبطهما بيلي وهما يتبادلان القبلات مما جعله يشعر بالغيرة. بمرور الوقت تقرر ألي إنهاء علاقتها بغريغ بعدما انكشفت علاقتها. تبدأ ألي مجددا في التعرف على الشبان حتى التقت بالمحامي البريطاني بريان سيليغ (تيم دوتون) واستمرت علاقتها 6 أشهر وأنهتها ألي بسبب تأثرها بوفاة بيلي بمرض السرطان. بعد فترة من الوقت وقعت في حب زميلها المحامي لاري بول (روبرت دوني جونير). المشكلة التي بدأت تأرق ألي هي أن لاري ما زال على علاقة بزوجته السابقة وصديقته السابقة (فامك جانسن) وأم ابنه ولكن بمرور الأيام ظهرت دلائل تؤكد بأنه توأم روحها. يقرر لاري إنهاء علاقته بألي بسبب رغبته في مغادرة مدينة بوسطن والعيش بالقرب من ابنه. عندما كانت ألي في الكلية فقد كانت في حاجة للمال لإكمال دراستها لهذا قررت التبرع ببويضتها من أجل الأبحاث العلمية ولكنها تكتشف بعد مرور كل تلك السنوات بأن تلك البويضة تم استخدامها لتلقيح امرأة وبالتالي تم إنجاب طفلة حيث ظهرت أمام باب بيتها مدعية بأنها ابنتها وبمرور الحلقات فإن ألي تتأكد بأن هذه الطفلة هي ابنتها.

## الشخصيات
| الممثل(ة)         | الشخصية         | الظهور                       |
| ----------------- | --------------- | ---------------------------- |
| كاليستا فلوكهارت  | ألي مكبيل       | جميع الحلقات                 |
| غريغ جيرمان       | ريتشارد فيش     | جميع الحلقات                 |
| جين كراكوفسكي     | إلين فاسال      | جميع الحلقات                 |
| بيتر ماكنيكول     | جون كيج         | من الحلقة 3 حتى 103          |
| ليسا نيكول كارسون | رينيه راديك     | من الموسم 1 إلى الموسم 4     |
| بورشيا دي روسي    | نيلي بورتر      | الحلقات من 34 حتى 112        |
| لوسي لو           | لينغ وو         | الحلقات من 34 حتى 96         |
| ديان كانون        | جينيفر كوني     | الموسم 1 و2                  |
| غيل بيلوز         | بيلي ألان توماس | الحلقات من 1 إلى 62          |
| كورتني ثورن سميث  | جورجيا توماس    | من الموسم 1 إلى الموسم 3     |
| روبرت دوني جونير  | لاري بول        | الموسم 4                     |
| هايدن بانتير      | مادي هارينغتون  | من الحلقة 102 إلى الحلقة 112 |
| فوندا شيبارد      | فوندا شيبارد    | من الموسم 2 إلى الموسم 5     |
| جيمس لوغروس       | مارك ألبرت      | الموسم 4                     |
| ريجينا هول        | كوريتا ليب      | الموسم 5                     |
| جوليان نيكولسون   | جيني شو         | الحلقات من 91 إلى 103        |
| جوش هوبكينز       | رايموند ميلبوري | الموسم 5                     |
| جيمس مارسدن       | غلين فوي        | الحلقات من 91 إلى 103        |

## أبرز ضيوف شرف الحلقات
| الممثل(ة)            | الشخصية             | الموسم   |
| -------------------- | ------------------- | -------- |
| جون بون جوفي         | فيكتور موريسون      | 5        |
| ديان كانون           | القاضية جينيفر كوني | 1-3      |
| تاي ديغز             | جاكسون دوبر         | 4        |
| ليسا إديلستاين       | سيندي مكاوليف       | 5        |
| جوش غروبان           | مالكولم ويات        | 4-5      |
| ألبرت هول            | القاضي سيمور والش   | غير محدد |
| آن هاش               | ميلاني ويست         | 4        |
| جون مايكل هيغينز     | ستيفن ميلتر         | 4-5      |
| جينيفر هوليداي       | ليسا نولز           | 1-4      |
| باري هومفريز         | كلير أوتومز         | 5        |
| غريغوري جبارة        | القس كومبتون        | 4        |
| فيل ليدز             | القاضي دينيس بويل   | 1-2      |
| جيس ل. مارتن         | الطبيب غريغ بوترز   | 1-2      |
| هاريسون بيج          | القس مارك نيومان    | 1-4      |
| ماثيو بيري           | المحامي تود ميريك   | الموسم 5 |
| جينا فيليبس          | ساندي هينغل         | 3        |
| جوش هوبكينز          | رايموند ميلبوري     | الموسم 5 |
| تريسي أولمان         | الطبيب تريسي كلارك  | 1-3      |
| بروس ويليس           | الطبيب نيكل         | 2        |
| جوناثان تايلور توماس | كريس إمرسون         | 3        |

## جوائز المسلسل
| السنة | المهرجان                                  | الجائزة                                    | الحاصل عليها     |
| ----- | ----------------------------------------- | ------------------------------------------ | ---------------- |
| 1998  | مهرجان الرقابة العالمي                    | أفضل مسلسل تلفزيوني                        | المسلسل          |
| 1998  | مهرجان الكرة الذهبية                      | أفضل ممثلة في مسلسل تلفزيوني كوميدي/موسيقي | كاليستا فلوكهارت |
| 1998  | مهرجان الكرة الذهبية                      | أفضل مسلسل تلفزيوني/موسيقي                 | المسلسل          |
| 1998  | مهرجان إيمي                               | أفضل موسيقى في مسلسل تلفزيوني              | بول لويس         |
| 1998  | مهرجان النقاد التلفزيونيين                | أفضل مسلسل جديد                            | المسلسل          |
| 1998  | مهرجان مشاهدي الجودة التلفزيوني           | أفضل ممثلة في مسلسل كوميدي                 | كاليستا فلوكهارت |
| 1999  | مهرجان الكوميديا الأمريكي                 | أفضل ممثلة ضيفة شرف في مسلسل تلفزيوني      | تريسي أولمان     |
| 1999  | مهرجان أفتونبلادت التلفزيوني السويدي      | أفضل مسلسل تلفزيوني أجنبي                  | المسلسل          |
| 1999  | مهرجان أسكاب للسينما والتلفزيون والموسيقى | أفضل مسلسل تلفزيوني                        | المسلسل          |
| 1999  | مهرجان الموسيقى المذاعة                   | أفضل مسلسل تلفزيونية                       | داني لوكس        |
| 1999  | مهرجان بانف التلفزيوني                    | أفضل مسلسل كوميدي                          | المسلسل          |
| 1999  | مهرجان إيمي                               | أفضل مسلسل كوميدي                          | المسلسل          |
| 1999  | مهرجان إيمي                               | أفضل ضيف شرف في مسلسل كوميدي               | تريسي أولمان     |
| 1999  | مهرجان إيمي                               | أفضل موسيقى في مسلسل تلفزيوني              | بول لويس         |
| 1999  | مهرجان نقابة الممثلين                     | أفضل مسلسل كوميدي                          | المسلسل          |
| 1999  | مهرجان النقاد التلفزيونيين                | أفضل مؤلف                                  | ديفيد إ. كيلي    |
| 1999  | مهرجان مشاهدي الجودة                      | أفضل ممثل مساعد في مسلسل كوميدي            | بيتر ماكنيكول    |
| 2000  | مهرجان أسكاب للسينما والتلفزيون والموسيقى | أفضل مسلسل تلفزيوني                        | المسلسل          |
| 2000  | مهرجان المؤلفون الأمريكي                  | أفضل تأليف لحلقة من ساعة واحدة             | فيليب كار نيل    |
| 2000  | مهرجان الكوميديا الأمريكي                 | أفضل ممثلة ضيفة شرف في مسلسل تلفزيوني      | بيتي وايت        |
| 2000  | مهرجان إيمي                               | أفضل موسيقى في مسلسل تلفزيوني              | بول لويس         |
| 2000  | مهرجان تب دي أورو الإسباني                | أفضل مسلسل أجنبي                           | المسلسل          |
| 2001  | مهرجان إيمي                               | أفضل ممثل مساعد في مسلسل كوميدي            | بيتر ماكنيكول    |
| 2001  | مهرجان الكرة الذهبية                      | أفضل ممثل مساعد في مسلسل تلفزيوني          | روبرت دوني جونير |
| 2001  | مهرجان الملحنون الموسيقيون الأمريكي       | أفضل موسيقى تصويرية في مسلسل تلفزيوني      | شارين م. تيلك    |
| 2001  | مهرجان نقابة الممثلين                     | أفضل ممثل في مسلسل تلفزيوني                | روبرت دوني جونير |

## روابط خارجية
- ألي مكبيل على موقع IMDb (الإنجليزية)
- ألي مكبيل على موقع ميتاكريتيك (الإنجليزية)
- ألي مكبيل على موقع الموسوعة البريطانية (الإنجليزية)
- ألي مكبيل على موقع روتن توميتوز (الإنجليزية)
- ألي مكبيل على موقع أول موفي (الإنجليزية)
- ألي مكبيل على موقع كينوبويسك (الروسية)
- ألي مكبيل على موقع ألو سيني (الفرنسية)
- ألي مكبيل على موقع قاعدة بيانات الفيلم (الإنجليزية)